# Pigeonnet

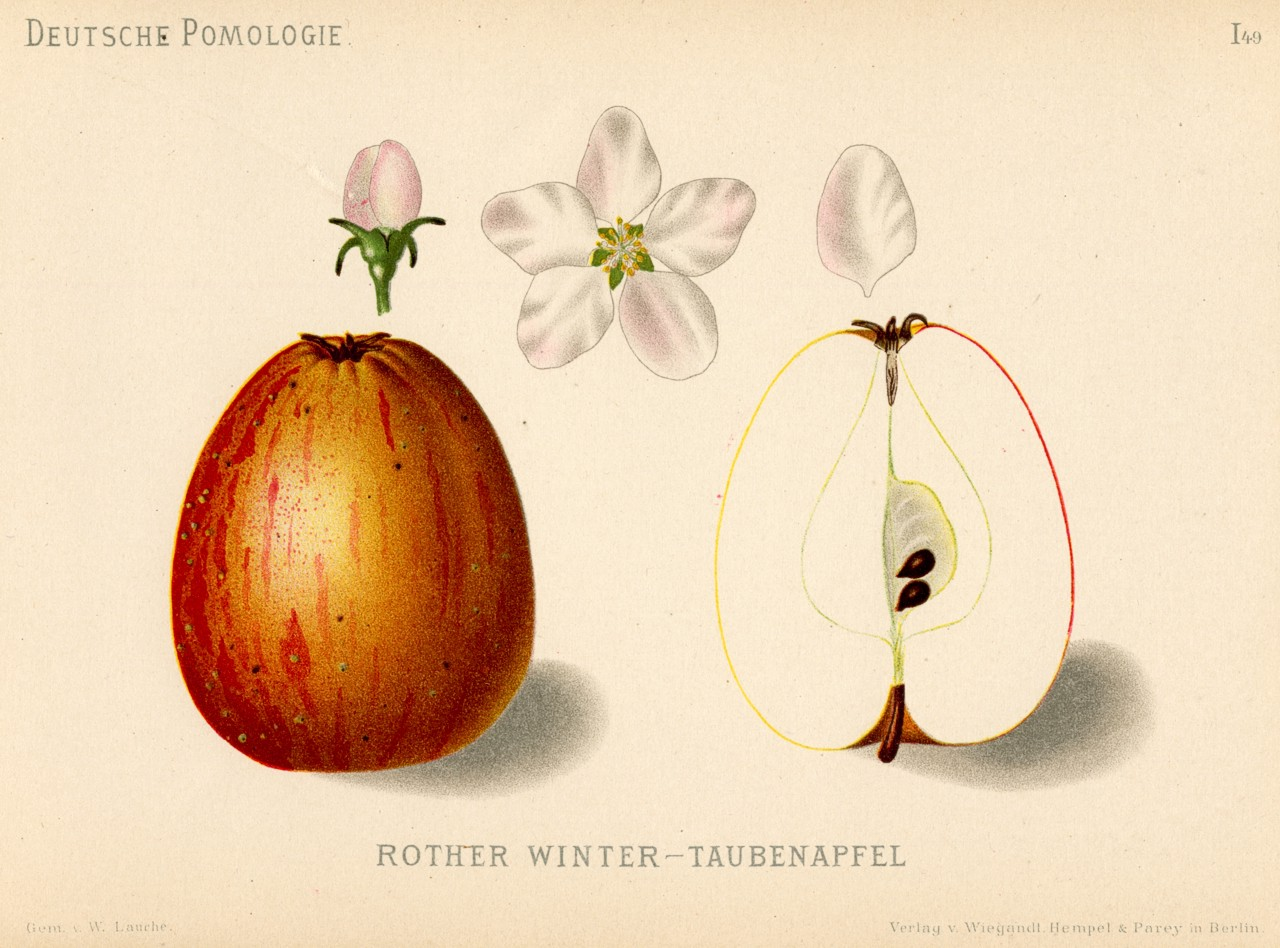
Pomme Pigeonnet commun.

« Pigeonnet » (ou parfois « Pigeon ») est le nom donné à diverses variétés de pommiers ayant en commun la forme cônique de leurs pommes. On trouve ainsi les variétés :
- Gros-Pigeonnet,
- Pigeonnet Anglais,
- Pigeonnet Blanc d'Été,
- Pigeonnet Commun ou Rouge,
- Pigeonnet Credé,
- Pigeonnet d'Armor (ou Galeuse)
- Pigeonnet de Rouen,
- Pigeonnet Diane d'Hiver,
- Pigeonnet Jérusalem,
- Pigeonnet Lucas,
- Pigeonnet Oberdieck...

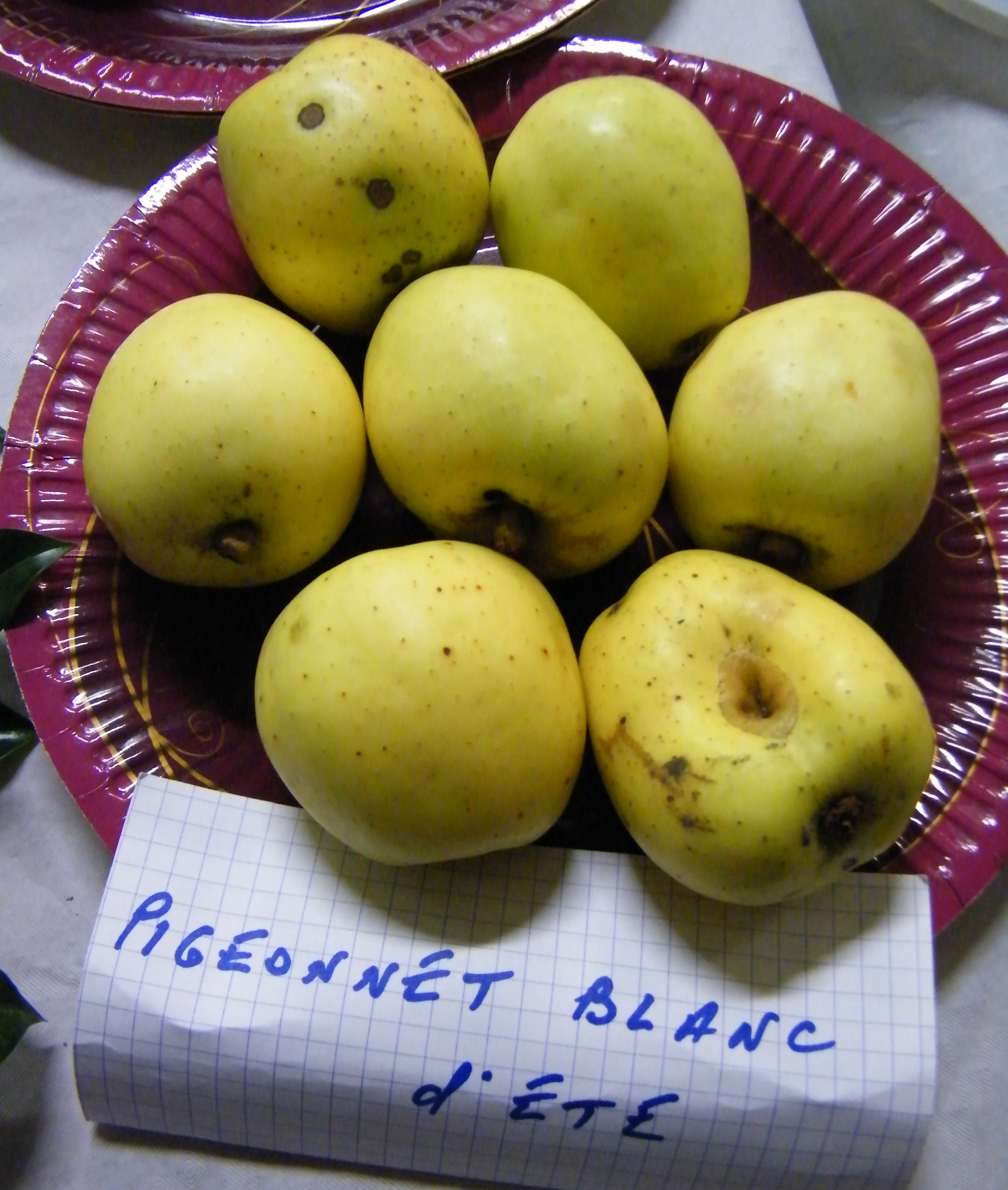
Pigeonnet Blanc d'été.

L'appellation pourrait provenir de la comparaison avec la forme d'un œuf de pigeon. Pour d'autres, il s'agit d'une allusion à la gorge du pigeon...

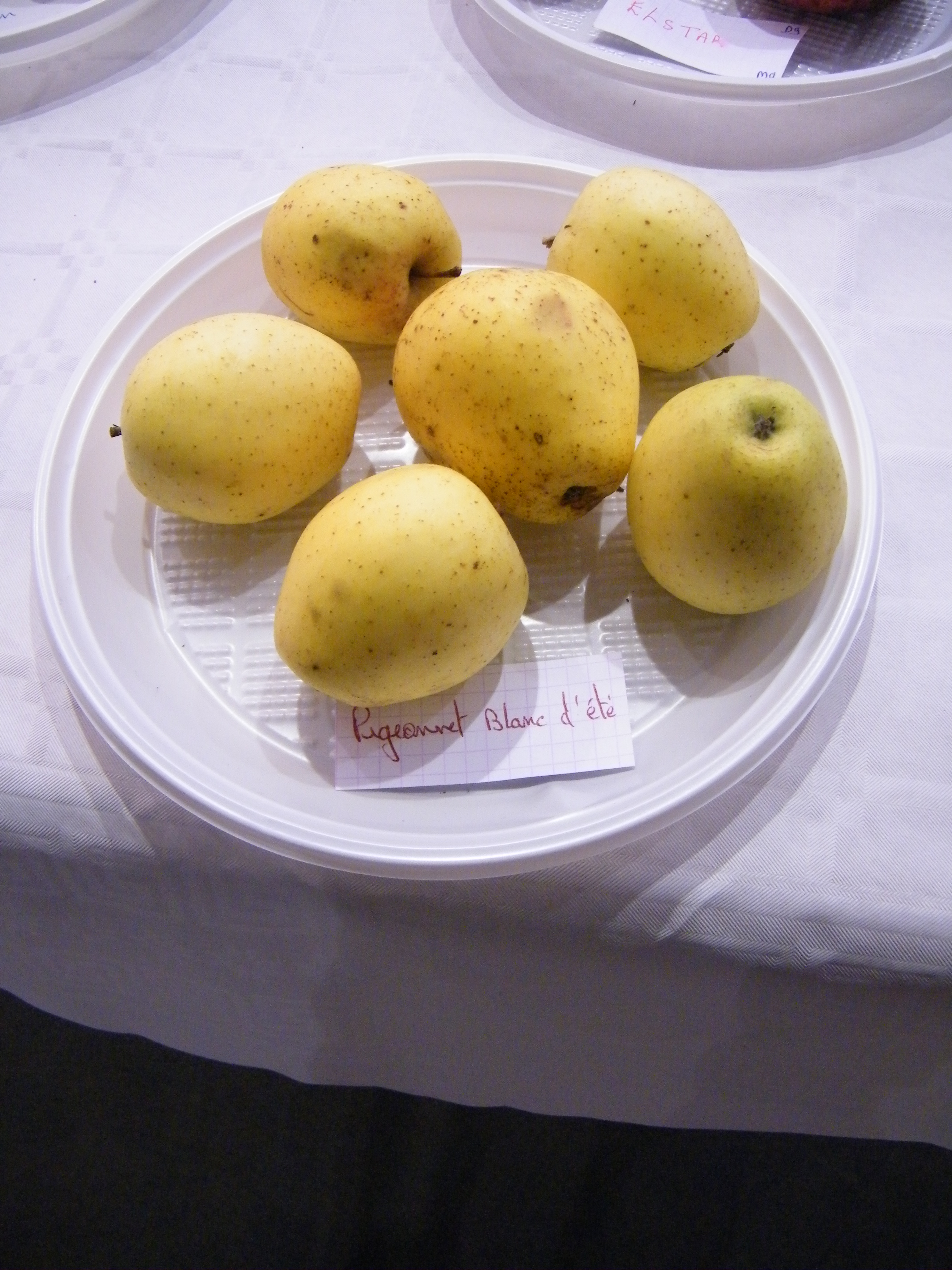
Pigeonnet Blanc.
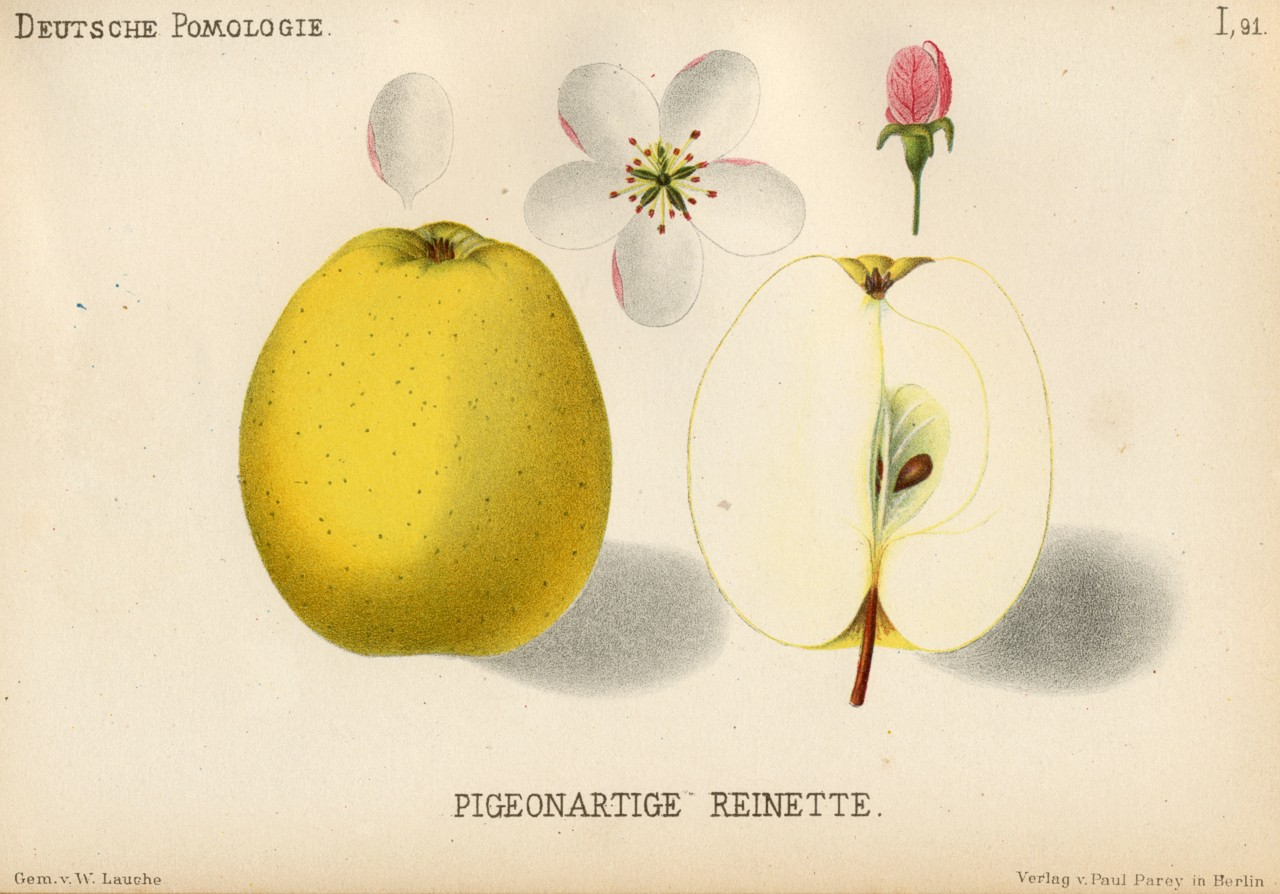
Pigeon.
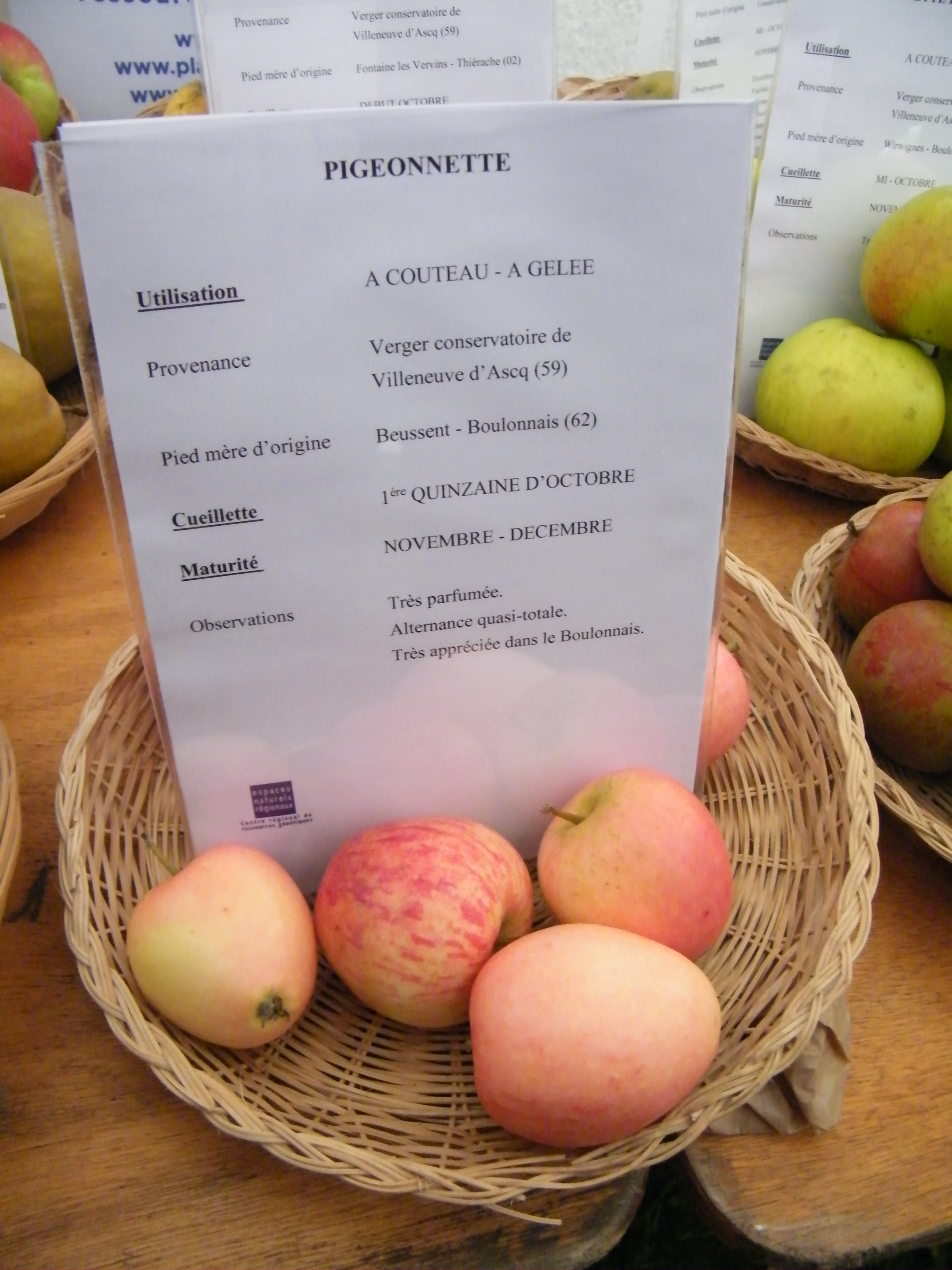
Pigeonnette.